# 왕초 (드라마)
《왕초》는 1999년 4월 5일부터 1999년 7월 6일까지 방송되었던 MBC 월화 드라마로 삼화프로덕션에서 외주 제작했는데 본 프로그램의 전체 전개 내용과 인물 관계는 사실과 무관하다.
한편, 이 작품은 사실을 지나치게 과장하거나 미화하여 시청자들로부터 비난을 받았는데 그럼에도 당초 24부작으로 기획된 것을 "더 보여줄 이야기가 남아있다"는 MBC 측의 판단도 있었지만 MBC 월화 드라마 《마지막 전쟁》의 캐스팅 문제 등을 고려한 것과 SBS 월화 드라마 《은실이》와 종영 시기를 맞추기 위해 4편 늘린 28회로 막을 내리도록 했다.
아울러, 당초 99년 5월 초 첫 방영 예정이었으나 MBC 월화 드라마 《청춘》이 일본 드라마 《러브 제너레이션》을 표절했다는 의혹 속에 조기 종영 당하게 되어 편성을 앞당긴 바 있었다.

## 제작진

### 기획
- 배상석

### 제작
- 신현택

### 극본
- 지상학
- 변원미

### 연출
- 장용우

## 등장 인물

### 주요 인물
- 차인표 - 거지왕초 김춘삼 상사 (멸치) 역
- 송윤아 - 한연지 역
- 김남주 - 민재 역
- 김상경 - 이한영 중위 → 소령 → 중령 (김빠) 역

### 춘삼의 주변 인물
- 이훈 - 국회의원 의송 김두한 역
- 박철 - 임형도 역
- 김세준 - 앵무새(안무새 하사) 역 (아역 최상학)
- 이혜영 - 까마귀 역
- 허준호 - 발가락(심순동) 역
- 정준호 - 동대문 상인연합회 이정재 회장 역
- 주현 - 킹스타 지배인 → 사장 왕호 역
- 홍경인 - 날파리 역
- 박상면 - 하마 역
- 최종환 - 너구리 역
- 윤태영 - 맨발(이만발 병장) 역
- 박준규 - 쌍칼 역
- 윤용현 - 도끼(정도식 병장) 역

### 연지의 주변 인물
- 김자옥 - 킹스타 사장 박 보살 (이한영의 모친) 역
- 서은경 - 애심 역

### 기타 인물들
- 나한일 - 상하이 박 역
- 윤다훈 - 박대홍 소위 → 대위 → 중령 (혁명검찰부 검찰관) 역 별명 : 나를 따르라
- 이계인 - 명동 태성영화사 이화룡 회장 역
- 최영미 - 김동식(아베)의 딸 김난영 역
- 최낙희 - 최승환 역
- 차룡 - 시라소니 이성순 역
- 선우은숙
- 정호근 - 일본경찰 고등계 형사 아베 / 김동식 예비역 대령 역
- 임세호 - 메뚜기 역
- 박광현 - 명태(박만수) 역
- 이서진 - 마도로스 역
- 이정용 - 일본경찰 고문 기술자(센세이) → 종로경찰서장 한철민 총경 역
- 류현경 - 정화 역
- 김승수
- 조진웅 - 8회 제복 입은 행인 역
- 현영 - 여대생 역
- 한은정 - 여대생 역
- 류덕환 - 쥐똥 역
- 허성수

## 수상 내역
- 1999년 MBC 연기대상 우수연기상 차인표, 송윤아
- 1999년 MBC 연기대상 신인상 윤태영
- 2000년 제36회 백상예술대상 TV부문 남자최우수연기상 차인표
- 2000년 제36회 백상예술대상 TV부문 남자신인연기상 윤태영

## 참고 사항
- 김상경이 맡았던 이한영(김빠) 역은 당초 신현준이 낙점됐으나 허리 디스크 때문에 중도 하차하였고, 안재욱이 대타로 제의 받았으나 개인 사정으로 거절하여 김상경으로 배역 결정하였다[4].
- 본래 이 드라마는 차인표와 신현준의 투탑 체제로 결정될 정도로 이한영의 비중이 아주 높았으나, 신현준의 부상에 따른 하차선언으로 비중이 조금씩 줄어들면서 신인배우였던 김상경이 맡았을 때는 이 배역이 조연급으로 비중이 확 줄어들었다. 그나마 후반부에는 등장비중도 얼마 없게 되었다.
- 드라마 상에서 김두한과 김춘삼이 친구(원작에서는 김두한이 동생으로 나온다.)로 나오지만, 시기상으로는 김두한은 1918년생, 김춘삼은 1928년생으로 10년이라는 차이가 나며 두 사람이 인연이 있다는 기록은 알려지지 않으며 김춘삼이 강원도에서 대구로 개가한 어머니를 찾아가는 과정은 김두한이 개성에서 서울로 가는 과정과 비슷하기도 하다. 또한, 드라마 상 처음 시작하는 1954년에는 김두한은 대한민국 제3대 국회의원으로 의정 활동 때이며 1939년에는 21살 때이다.
- 오마이뉴스에서는 2002년 방송된 SBS 월화 드라마 《야인시대》에서 김성수에 대해서 사실관계보다는 대사 한 마디 한 마디에 정치적으로 해석하는 등 기사화했던 반면에 김춘삼이 조선 총독부의 관계자를 폭행으로 자수하는 장면에서 3.1 운동 같은 설정과 김춘삼이 징용에 갔다는 등에 대해서 어떤 언급도 없었으며 또한 김춘삼이 징용에 갔다는 기록은 알려지지 않으며 《왕초》가 끝난 후 조세형의 비판기사 하나만 기사화되기도 하였다.[5] 또한, 오마이 뉴스와 아울러 김두한 관련 기사화한 시사저널에서도 사실과 관계 없이 《왕초》에 대한 미화하는 기사를 보도하였다.[6]
- 김춘삼은 한국 전쟁 당시 국군에 입대하여 인민군과 전투를 벌이다 부상을 당하여 국가유공자로 지정되었다고 한다. 그러나 대한민국 국방부 민원에 의하면 "김춘삼"이라는 인물은 "한국전쟁 납북사건자료원"에 자료만 있다고 한다. "한국전쟁 납북사건자료원"에 "김춘삼"의 자료는 모두 동명이인 납북자자료이나, 국방부는 이후 김춘삼은 참전했다며 병적증명서는 직계가족만 열람할 수 있어 공개할 수 없다고 말했다.[7]
- 김춘삼 역을 맡았던 배우 차인표는 제36회 백상예술대상 TV부문에서 남자최우수연기상을 수상하였고, 당시 드라마 《왕초》는 동시간대에서 5개월여 먼저 방송을 시작해 인기를 끌고 있던 SBS 월화 드라마 《은실이》의 대항마로써 방송을 시작해 시청률 30%대를 기록하며 인기를 끌었지만 그 시기에 시청률 조사 TNS는 시청률 조사 시작단계로 논란이 있기도 했었다.[8] 또한 주연의 차인표, 송윤아, 등 외에도 현재 스타 배우로 성장한 배우 이서진, 송일국 등도 단역으로 출연했다.[9]
- 김춘삼은 이정재와 라이벌로 경쟁을 벌이다 이정재가 김춘삼을 존경하며 도와주었다고 하나, 이정재는 자유당과 결탁해 정치주먹으로 당대 악명이 높았는데 이를 확인하는 자료는 알려지지 않는다.
- 극 중 좌우대립 과정을 그리는 장면에서 김춘삼이 대한청년단에 가입해 여공들을 진압하다 민재(김남주 분)에게 이야기를 듣고 김두한(이훈 분)에게 "열다섯짜리 여공 때려잡는 것이 민주주의냐?"라는 대사와 함께 민간인과 관련 있는 것으로 묘사되었으나, 대한청년단은 1948년 대한민국 정부 수립 이후에 단체이며 대한민청이 민간인과 관련 있다는 내용은 실제와 다르며 "열다섯짜리 여공 때려잡는 것이 민주주의냐?"라는 대사는 드라마 폭력물 논란에 제작진의 끼어맞추기였다고 한다. 또한, 김춘삼이 청년단체에서 활동했다는 자료는 알려지지 않는다.[10]
- 극 중 대한청년단이 해방 직후 결성하며 김두한이 감찰부장으로 이정재는 처음부터 정치 주먹으로 활동하는 것으로 나오지만, 대한청년단이 아닌 대한민청의 감찰부장이며 이정재는 잠깐 경찰로 활동했으며 대한청년단은 1948년 정부수립 이후다.
- 극 중 한연지와 서로 좋아하는 관계로 설정되었으나 실제로는 대학생이었던 여성을 납치했다고 한다.[11]
- 극 중 일제강점기부터 그린 우미관 모습은 화재로 1959년에 화신백화점 옆으로 옮겨진 우미관으로 고증이 실제와 다르다.